# Sibutad
Sibutad (Bayan ng Sibutad) är en kommun i Filippinerna. Kommunen ligger på ön Mindanao, och tillhör provinsen Zamboanga del Norte. Folkmängden uppgår till 15 635 invånare.

## Barangayer
Sibutad är indelat i 16 barangayer.
| - Bagacay - Calilic - Calube - Delapa - Kanim - Libay - Magsaysay - Marapong | - Minlasag - Oyan - Panganuran - Poblacion (Sibutad) - Sawang - Sibuloc - Sinipay - Sipaloc |